# Teddy Park
Park Hong-jun (em coreano: hangul: 박홍준; hanja: 朴洪俊; rr: Bak Hong-jun; MR: Pak Hong-chun; nascido em Seul, Coreia do Sul, 14 de setembro de 1978), mais conhecido por seu nome artístico Teddy Park (hangul: 테디 박; hanja: Tedi Bak; rr: T'edi Pak), é um rapper e compositor coreano-americano, e um dos produtores musicais mais famosos da Ásia. Nascido em Seul, na Coreia do Sul, Park mudou-se com a família para os Estados Unidos na infância. Quando tinha a idade de 17 anos, ele e seu melhor amigo Danny Im, foram à Coreia do Sul participar de uma audição para a YG Entertainment, uma agência underground de hip hop na época. Ambos foram selecionados, porém retornaram aos Estados Unidos para terminar o ensino médio. Posteriormente, mudaram-se para a Coreia do Sul para trabalhar com música.
Em 1998, Park estreou como membro do grupo de hip hop 1TYM, juntamente com seu amigo Danny e os membros Jinhwan e Baekyoung. Juntos, o grupo gravou cinco álbuns de estúdio com Park exercendo a função de compositor e produtor principal. Aos 22 anos, começou seu trabalho de produção para outros artistas da YG Entertainment, a maioria dos quais, muitos mais velhos e experientes que ele. Em 2005, após sua carreira como membro do 1TYM terminar, Park passou a dedicar-se a produção, entre seus trabalhos notáveis estão o EP de estreia do girl group 2NE1 e também na maior parte de sua discografia, em materiais do boy group BIGBANG e em canções de êxito comercial como "Passion" de Se7en e "Disco" de Uhm Jung-hwa.
Em 2016, fundou a gravadora The Black Label, uma empresa subsidiária do conglomerado YG Entertainment, que possui Zion.T como artista.

## Carreira

### Primeiros anos
Teddy Park nasceu em Seul, Coreia do Sul, porém mudou-se ainda na infância para a cidade de Nova York, Estados Unidos. Mais tarde seu pai conseguiu uma transferência para a cidade de Diamond Bar, Califórnia, onde ele frequentou a Diamond Bar High School. Lá ele conheceu Im Taebin, e juntos passaram a ter o rap como ligação. Os dois fizeram uma audição na Brothers Entertainment, onde foram aceitos, na empresa eles conheceram a YG Entertainment onde conseguiram um contrato. Um tempo depois, mudaram-se para a Coreia do Sul, onde Park frequentou a Universidade Myongji com especialização em Inglês. Contudo, ele logo mudou-se para Seul a fim de iniciar as atividades do grupo recém formado 1TYM.

### 1998–2005: Trabalhos com o 1TYM
Em novembro de 1998, o grupo realizou sua estreia através do álbum de hip hop One Time for Your Mind. Inicialmente, Park foi majoritariamente um rapper no 1TYM, tendo pouca contribuição em suas músicas. One Time for Your Mind foi seguido por 2nd Round em 2000 e Third Time Fo' Yo' Mind em 2003. Nesta época, ele começou a ter mais contribuições nas canções do grupo, tendo também um papel de maior proeminência em sua produção.
Após os três primeiros álbuns de estúdio, o 1TYM lançou Once N 4 All. Posteriormente, eles entraram em uma pausa de dois anos, onde o membro Taebin realizou sua estreia como cantor solo com um álbum. Em 2005, o grupo lançou seu quinto e último álbum, One Way, após suas promoções se encerrarem, o 1TYM entrou em uma pausa novamente, desta vez devido ao serviço militar obrigatório de Oh Jinhwan, após isso o grupo tornou-se inativo.

### 2006–presente: Trabalhos como produtor para a YG Entertainment
Logo após o início da pausa das atividades do 1TYM em 2006, Park começou a produzir para seu próprio selo. Seu primeiro trabalho notável fora do grupo, foi a canção  "La La La" do álbum Sevolution de Se7en. Desde o final do ano até o início de 2009, Park produziu canções para o BIGBANG, tendo "Sunset Glow" como canção mais notável. Em 2008, ele introduziu o amigo e também produtor musical Choice37 a YG Entertainment, através de Yang Hyun-suk.
Em 2009, tornou-se mais ativo como produtor. Ele compôs e produziu "Lollipop", uma colaboração entre o BIGBANG e a nova girl group 2NE1, que o fez liderar a parada da Gaon em abril. Enquanto produzia para o 2NE1, Park recebeu um convite para trabalhar com a cantora estadunidense Lady Gaga, porém recusou-o devido seu compromisso com o grupo. Ele participou de toda produção de seu EP de estreia. Além disso, participou de trabalhos solo dos membros do BIGBANG, produzindo grande parte do álbum de Taeyang e realizando uma participação na canção "The Leaders" de G-Dragon. Próximo ao fim do ano, a 10Asia nomeou Teddy Park como uma das 10 pessoas do ano por sua participação em alguns dos maiores sucessos do K-pop no ano.
Em 2010, Park compôs "Better Together", um single promocional de Se7en, além de outras canções do álbum Digital Bounce. Após seu trabalho com Se7en, ele trabalhou no primeiro álbum de estúdio do 2NE1, To Anyone, compondo "Can't Nobody" e "Go Away", duas das três principais canções do álbum. No primeiro semestre de 2013, ele produziu o single "Rose" de Lee Hi, o single de estreia solo de CL do 2NE1, "The Baddest Female", e a canção de estreia de Kang Seung-yoon na YG,  "Wild & Young". Em 2016, compos e produziu os EPs  Square One e Square Two do novo girl group Black Pink, juntamente com  R.Tee, Seo Won Jin e Bekuh Boom. Seus singles de estreia atingiram a primeira colocação na parada da Billboard de World Digital Songs.
Em 2017, Park compôs e escreveu o hit "As If It's Your Last" para o Blackpink. Em 2018 ele escreveu e produziu o EP de debut delas, Square Up, incluindo o single número um "Ddu-du Ddu-du", e também "Forever Young". Park também produziu e escreveu o o hit número um da Jennie, membro do Blackpink, Solo.

## Estilo musical e influências
O estilo de produção de Teddy é conhecido pelas grandes influências de R&B contemporâneo, e tem sido notado também pelo uso de reggae em suas canções. O EP de estreia do 2NE1 foi altamente influenciado pelo estilo. Seus próximos trabalhos com o grupo, ele utilizou os gêneros  pop e dance music, muitas vezes com elementos de house.